# Basar
Basar là một thị trấn thống kê (census town) của quận West Siang thuộc bang Arunachal Pradesh, Ấn Độ.

## Địa lý
Basar có vị trí 27°59′B 94°40′Đ / 27,98°B 94,67°Đ Nó có độ cao trung bình là 579 mét (1899 foot).

## Nhân khẩu
Theo điều tra dân số năm 2001 của Ấn Độ, Basar có dân số 3834 người. Phái nam chiếm 56% tổng số dân và phái nữ chiếm 44%. Basar có tỷ lệ 72% biết đọc biết viết, cao hơn tỷ lệ trung bình toàn quốc là 59,5%: tỷ lệ cho phái nam là 78%, và tỷ lệ cho phái nữ là 64%. Tại Basar, 16% dân số nhỏ hơn 6 tuổi.